# Raven Software
A Raven Software é uma desenvolvedora de jogos eletrônicos norte-americana, estabelecida em Madison, no estado de Wisconsin. Fundada em 1990 pelos irmãos Brian e Steve Raffel, foi adquirida pela Activision em 1997. Lançou jogos clássicos trabalhando junto a id Software, como a série Quake.

## História
Em 2013, Raven colaborou com a Infinity Ward no Call of Duty: Ghosts.
Em abril de 2013, após a LucasArts fechar, a Raven Software liberou o código fonte de Star Wars Jedi Knight II: Jedi Outcast e Star Wars Jedi Knight: Jedi Academy no Sourceforge.
Em abril de 2014, a empresa tornou-se a principal desenvolvedora do título Call of Duty: Online. A empresa também refez Call of Duty 4: Modern Warfare, relançado como Call of Duty: Modern Warfare Remastered.

## Jogos desenvolvidos
- Black Crypt (1992)
- Shadowcaster (1993)
- CyClones (1994)
- Heretic (1994)
- Heretic: Shadow of the Serpent Riders (1994)
- HeXen (1995)
- HeXen: Deathkings of the Dark Citadel (1996)
- Necrodome (1996)
- Mageslayer (1997)
- Take No Prisoners (1997)
- HeXen II (1997)
- HeXen II: Portal of Praevus (1998)
- Heretic II (1998)
- Soldier of Fortune (2000)
- Star Trek: Voyager Elite Force (2000)
- Star Wars Jedi Knight II: Jedi Outcast (2002)
- Soldier of Fortune II: Double Helix (2002)
- Star Wars Jedi Knight: Jedi Academy (2003)
- X-Men Legends (2004)
- X-Men Legends II: Rise of Apocalypse (2005)
- Quake 4 (2005)
- Marvel: Ultimate Alliance (2006)
- Wolfenstein (2009)
- Singularity (2010)
- Black Ops 6(2024)
- "Call of Duty: Ghosts"(2013)
- "Call of Duty: Advanced Warfare"(2014)